# Гильом I де Шамплит
Гильом I Шамплитт (фр. Guillaume de Champlitte; ? — 1209) — князь Ахейи в 1205—1209 годах.

## Биография

### Происхождение
Гильом был сыном Эда I де Шамплитт, виконта Дижона, непризнанного сына графа Шампани Гуго I. В 1199 году Гильом и его брат Эд откликнулись на призыв папы Иннокентия III выступить против неверных. Приняв участие в Четвёртом крестовом походе, Шамплитт оставил дома свою супругу Евстафию де Куртенэ, внучку короля Людовика VI Толстого. Евстафия была беременной, и в 1200 году родила сына Гильома.

### Участие в Четвёртом крестовом походе и основание Ахейского княжества
В походе Шамплитт подружился с Жоффруа де Виллардуэном. Гильом активно участвовал в штурме Константинополя и сражался вблизи от городских стен. Он был серьёзно ранен и сломал руку, когда отступал под градом камней, которые со стен метали в его отряд греки. В этом сражении погиб его брат Эд. Гильом примирил Виллардуэна с Балдуином Фландрским, когда остро встал вопрос о том, кому быть Латинским императором.
После избрания императором Балдуина, Шамплитт участвовал в походах Бонифация Монферратского и был свидетелем создания Фессалоникийского королевства, Афинского герцогства, Бодоницкого маркизата и Солонского лена. Он стал подумывать о приобретении собственного удела. Участвуя в штурме крепости Акрокоринф, Шамплитт встретился с Жоффруа Виллардуэном-младшим, племянником имперского маршала, который признал себя его вассалом. Этот последний убедил его захватить Пелопоннес, обширный южный греческий полуостров. С разрешения Бонифация Монферратского, короля Фессалоник, он и Жоффруа Виллардуэн приступили к завоеванию этой части Греции. Когда армия крестоносцев вступила в Пелопоннес, она наткнулась на сопротивление греков Лаконии, Аркадии и Арголиды, возглавленное деспотом Эпира Михаилом Дукой. В 1205 году оба войска сошлись у оливковой рощи близ Кундуроса. Хотя крестоносцы были в меньшинстве (500—700 воинов), они были лучше подготовлены к сражению, и разбили почти в 10 раз численно превосходящее ополчение сопротивления. Михаил Дука бежал в Эпир. После этой важной победы рыцарям покорился весь Пелопоннес, кроме юго-восточной части полуострова, где греки остались у власти. Здесь правил могущественный византийский магнат Лев Сгур, женатый на одной из дочерей бывшего императора Алексея III Ангела, Евдокии Ангелине. Сгур укрепился в неприступной крепости Акрокоринф, откуда успешно отражал все штурмы франков в течение 5 лет.
На захваченных землях было основано Ахейское княжество, и Гильом Шамплитт стал первым князем. Юридически оно считалось леном короля Фессалоник. Позже папа Иннокентий III признал за Гильомом титул князя. Михаил Эпирский ещё раз выступил против Гильома в 1206 году, но после поражения при Като-Ахейи отказался от завоевания Пелопоннеса.
Новый князь приступил к организацией своих владений. Новообразованной страной управлял совет из четырёх французских дворян и четырёх греческих архонтов, под председательством Жоффруа де Виллардуэна. Территория Ахейского княжества была разделена на 12 бароний; наделами были награждены важнейшие сподвижники Шамплитта. Часть земель была пожалована рыцарским орденам тамплиеров, госпитальеров и тевтонцев.

### Смерть
В 1209 он получил известие о смерти своего старшего брата Луи де Шамплитта во Франции. Гильом спешно отправился на родину, чтобы потребовать свою долю наследства из семейных владений в Бургундии и Франш-Конте. Проезжая по Италии, он занемог и скончался в Апулии.